# Philippe Bendjoudi
Philippe Bendjoudi (ur. 27 września 1973) – francuski zapaśnik walczący w stylu klasycznym. Zajął dwudzieste miejsce na mistrzostwach świata w 1995. Ósmy na mistrzostwach Europy w 2000 i 2003. Piąty na igrzyskach śródziemnomorskich w 2001 roku.
Czwarty w Pucharze Świata w 1992 i piąty w 2001 roku.
Trzykrotny mistrz Francji w latach: 1998, 1999 i 2003; drugi w 1992, 1993, 1996 i 2001, a trzeci w 1995 i 1997 roku.